# 엘라인 타운

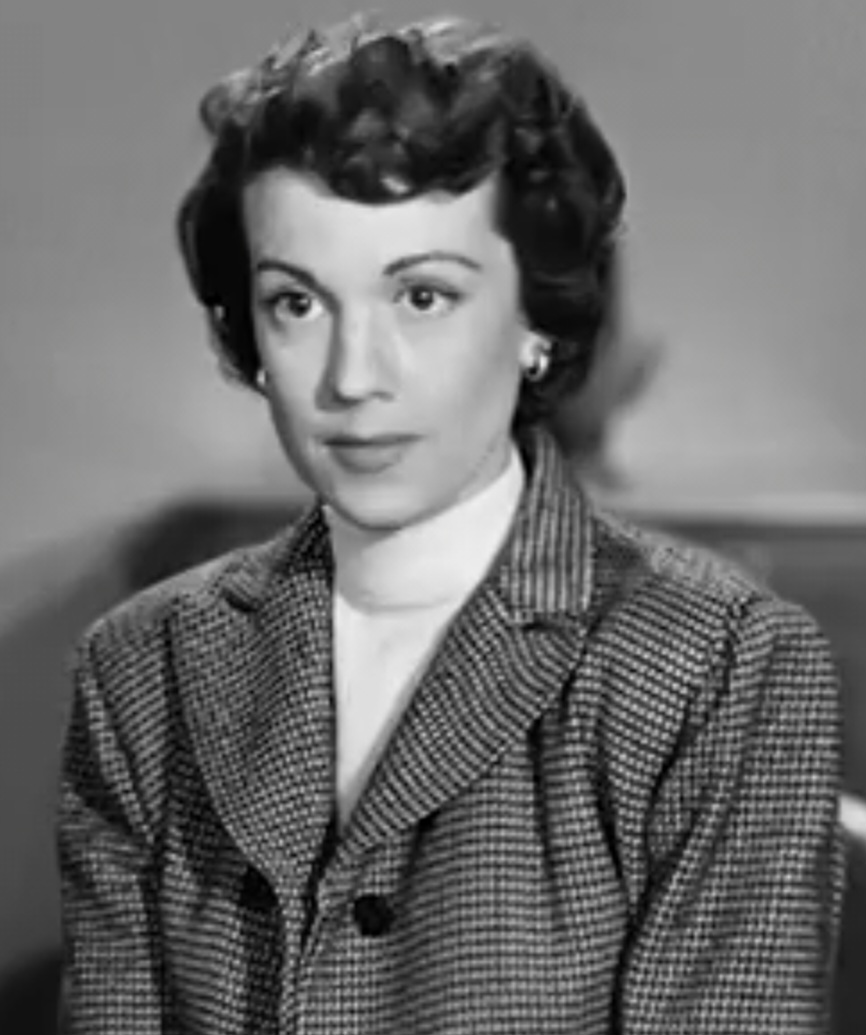

엘라인 타운(Aline Towne, 1919년 11월 7일 ~ 1996년 2월 2일)은 미국의 배우, 텔레비전 배우, 영화배우이다.
세인트폴에서 태어났으며 버뱅크에서 사망하였다.

## 방송
- 코만도 코디

## 영화
- 송 오브 노르웨이 (1970년)
- 닥터 웰비 (1969년)
- 가이드 포 더 메리드 맨 (1967년)
- 센드 미 노 플라워스 (1964년)
- 도나 리드 쇼 (1958년)
- 사탄의 위성 (1958년)
- 줄리 (1956년)
- 달려라 래시 (1954년)
- 코만도 코디 (1953년)
- 달에서 온 레이더 맨 (1952년)
- 좀비 오브 더 스트래터스피어 (1952년)
- 돌아온 돈 데어데블 (1951년)
- 론 레인저 - 49년 시리즈 (1949년)